# Daniel Colla
Daniel M. Colla (23 de fevereiro de 1964) é um ex-jogador de voleibol da Argentina que competiu nos Jogos Olímpicos de 1988.
Em 1988, ele fez parte da equipe argentina que conquistou a medalha de bronze no torneio olímpico, no qual atuou em duas partidas.